# Doprastav
Doprastav, a.s. je slovenská stavební firma založená roku 1953. Zaměřuje se na budování dopravních staveb, mezi něž patří silnice, železnice a stavby mostů. K realizovaným stavbám patří například bratislavský most Slovenského národního povstání. Ucházel se ale i o zakázky v zahraničí jako je třeba rekonstrukce 21 kilometrů dlouhého úseku železniční tratě mezi Budapeští a Tárnokem. Společnost sponzoruje ženský volejbalový tým hrající pod názvem „Doprastav Bratislava“.
Na území České republiky společnost svým odštěpným závodem realizovala 12,5 kilometru dlouhý úsek jihočeské dálnice D3 Hodějovice–Třebonín. Dále pak část dálnice D7 spolu s rozšířením obchvatu Panenského Týnce.
V letech 2000 až 2013 byla společnost Doprastav majetkově propojena s českou stavební společností Metrostav v rámci skupiny DDM Group a ve spolupráci s Metrostavem realizovala v Česku několik staveb.
Kvůli finančním problémům povolil Okresní soud v Bratislavě dne 8. května 2014 reorganizaci společnosti Doprastav. Reorganizace společnosti skončila dne 29. prosince 2014 schválením reorganizačního plánu.